# A-1 Pictures
A-1 Pictures Inc. (jap. 株式会社エー・ワン・ピクチャーズ Kabushiki-gaisha Ē Wan Pikuchāzu) – japońskie studio zajmujące się animacją i produkcją anime, zależne od należącej do Sony Music Entertainment Japan firmy Aniplex, założone 9 maja 2005 w dzielnicy Suginami w Tokio.

## Produkcje

### Seriale anime
- Zenmai Zamurai (we współpracy z No Side) (2006–2010)
- Ōkiku Furikabutte (2007) (zwane również Big Windup!)
- Robby & Kerobby (2007)
- El Cazador de la Bruja (2007)
- Persona -trinity soul- (2008)
- Tetsuwan Birdy Decode (2008)
- Kannagi: Crazy Shrine Maidens (2008)
- Kuroshitsuji (2008)
- Valkyria Chronicles (2009)
- Fairy Tail (we współpracy z Satelight) (2009–2019)
- Working!! (2010)
- So Ra No Wo To (2010)
- Ōkiku Furikabutte ~Natsu no Taikai-hen~ (2010)
- Senkō no Night Raid (2010)
- Togainu no chi (2010)
- Kuroshitsuji II (2010)
- Seikimatsu Occult Gakuin (2010)
- Pokémon Adventures (2010)
- Fractale (2011)
- Ao no Exorcist (2011)
- Anohana: The Flower We Saw That Day (2011)
- Uta no Prince-sama (2011)
- The Idolmaster (2011)
- Working’!! (2011)
- Uchū kyōdai (2012)
- Tsuritama (2012)
- Sword Art Online (2012–obecnie)
- Shin sekai yori (2012)
- Magi: The Labyrinth of Magic (2012)
- The Seven Deadly Sins (2014)
- Boku dake ga inai machi (2016)
- Hai to gensō no Grimgar (2016)
- Occultic;Nine (jap. Occultic;Nine -オカルティック・ナイン- Occultic;Nine -okarutikku nain-) (2016)
- Demi-chan wa kataritai (jap. 亜人ちゃんは語りたい) (2016)
- Blue Exorcist: Kyoto Saga (jap. 青の祓魔師 京都不浄王篇 Ao no ekusoshisuto kyōto fujōō-hen) (2017)
- Granblue Fantasy The Animation (jap. グランブルーファンタジー ジ・アニメーション Guranburūfantajī ji animēshon) (2017)
- Eromanga-sensei (jap. エロマンガ先生) (2017)
- Saenai kanojo no sodatekata ♭ (jap. 冴えない彼女の育てかた♭) (2017)
- Fate/Apocrypha (2017)
- Idolmaster SideM (jap. アイドルマスター SideM Aidorumasutā SideM) (2017)
- Blend S (jap. ブレンド・S Burendo S) (2017)
- Grancrest senki (jap. グランクレスト戦記 Gurankuresuto senki) (2018)
- The Seven Deadly Sins: Odrodzenie przykazań (jap. 七つの大罪 戒めの復活 Nanatsu no taizai imashime no fukkatsu) (2018)
- Slow Start (jap. スロウスタート surousutāto) (2018)
- Darling in the Franxx (jap. ダーリン・イン・ザ・フランキス dārin in za furankisu) (2018)
- Persona 5 (jap. ペルソナ5 perusona 5) (2018)
- Wotakoi. Miłość jest trudna dla otaku (jap. ヲタクに恋は難しい Wotaku ni koi wa muzukashii) (2018)
- Sword Art Online Alicization: War of Underworld (jap. ソードアート･オンライン アリシゼーション War of Underworld Sōdoāto onrain arishizēshon War of Underworld) (2018)
- Fairy Tail (jap. フェアリーテイル) (2018)
- Manga de wakaru! Fate/Grand Order (jap. マンガで分かる！Fate/Grand Order) (2018)
- Kaguya-sama wa kokurasetai: Tensai-tachi no ren'ai zunōsen (jap. かぐや様は告らせたい ～天才たちの恋愛頭脳戦～ Kaguya-sama wa kokurasetai tensai-tachi no renai zunōsen) (2019)
- Nanabun no nijyuuni (jap. 22/7(ナナブンノニジュウニ) 22/7 (Nanabun'nonijuuni)) (2020)
- Kaguya-sama wa kokurasetai? Tensai-tachi no ren'ai zunōsen (jap. かぐや様は告らせたい?天才たちの恋愛頭脳戦) (2020)
- „Hypnosismic: Division Rap Battle” Rhyme Anima (jap. 『ヒプノシスマイク-Division Rap Battle-』Rhyme Anima „Hipunoshisumaiku – dibijon Rap batoru -” Rhyme Anima) (2020)
- Senyoku no Sigrdrifa (jap. 戦翼のシグルドリーヴァ Senyoku no shigurudorīva) (2020)
- Eighty Six (jap. 86-エイティシックス- 86 -eitishikkusu-) (2021)
- Visual Prison (jap. ヴィジュアルプリズン Vijuaru Purizun) (2021)
- Lycoris Recoil (jap. リコリス・リコイル Rikorisu Rikoiru) (2022)
- Miłość to wojna: Ultra Romantic (jap. かぐや様は告らせたい-ウルトラロマンティック- Kaguya-sama wa kokurasetai: urutoraromantikku) (2022)
- Engage Kiss (2022)
- Ore dake level up na kudan (jap. 俺だけレベルアップな件 Ore dake reberuappuna kudan) (2022)
- Fate/strange Fake -Whispers of Dawn- (2022)
- Mashle (jap. マッシュル-MASHLE-) (2022)

### Filmy
Na podstawie źródła.
- Uchū shō e yōkoso (jap. 宇宙ショーへようこそ) (2010)
- Gekijōban Fairy Tail: Hōō no miko (jap. 劇場版 フェアリーテイル -鳳凰の巫女- Gekijōban fearīteiru – hōō no miko -) (2012)
- Ao no Exorcist gekijōban (jap. 青の祓魔師 劇場版) (2012)
- Sei ☆ oniisan (jap. 聖☆おにいさん) (2013)
- Gekijōban ano hi mita hana no namae o bokutachi wa mada shiranai. (jap. 劇場版 あの日見た花の名前を僕達はまだ知らない。) (2013)
- THE IDOLM@STER MOVIE: Kagayaki no mukō-gawa e! (jap. THE IDOLM@STER MOVIE 輝きの向こう側へ！) (2014)
- Ōkii 1-nensei to chiisana 2-nensei (jap. 大きい１年生と小さな２年生) (2014)
- Gekijōban „Persona 3” dai 2-shō (jap. 劇場版「ペルソナ3」第2章 Gekijōban `perusona 3' dai 2-shō) (2014)
- Uchū kyōdai #0 (jap. 宇宙兄弟＃０) (2014)
- Gekijōban „Persona 3” dai 3-shō (jap. 劇場版「ペルソナ3」第3章) (2015)
- Kokoro ga Sakebitagatterunda (jap. 心が叫びたがってるんだ。) (2015)
- Glass no hana to kowasu sekai (jap. ガラスの花と壊す世界 Garasu no hana to kowasu sekai) (2016)
- Gekijōban „Persona 3” dai 4-shō (jap. 劇場版「ペルソナ3」第4章) (2016)
- Dōkyūsei (jap. 同級生) (2016)
- Gekijōban Kuroshitsuji: Book of the Atlantic (jap. 劇場版 黒執事 Book of the Atlantic) (2017)
- Gekijōban Sword Art Online: Ordinal Scale (jap. 劇場版 ソードアート･オンライン –オーディナル･スケール– Gekijō-ban sōdoāto onrain – ōdinaru sukēru –) (2017)
- Gekijōban Fairy Tail: Dragon Cry (jap. 劇場版 フェアリーテイル -ドラゴンクライ- Gekijōban fearīteiru – doragonkurai -) (2017)
- Gekijōban nanatsu no taizai: Tenkū no toraware hito (jap. 劇場版 七つの大罪 天空の囚われ人) (2018)
- Gekijōban Uta no☆Prince-sama♪ Maji LOVE kingdom (jap. 劇場版 うたの☆プリンスさまっ♪ マジLOVEキングダム Gekijōban uta no ☆ purinsu sa ma~tsu♪ maji LOVE kingudamu) (2019)
- Gekijōban High School Fleet (jap. 劇場版 ハイスクール・フリート Gekijōban haisukūru furīto) (2020)
- Omoi, omoware, furi, furare (jap. 思い、思われ、ふり、ふられ) (??)
- Gekijōban Sword Art Online – Progressive: hoshi naki yoru no aria (jap. 劇場版 ソードアート･オンライン –プログレッシブ– 星なき夜のアリア Gekijōban sōdoāto onrain – puroguresshibu – hoshi naki yoru no aria) (2021)

### Inne
- Namisuke (2007)
- Takane no Jitensha (2008)
- Ōkiku Furikabutte: Honto no Ace ni Nareru Kamo – gra na konsolę Nintendo DS.
- Shin Megami Tensei: Persona 4 (animacja: we współpracy ze Studiem Hibari) (2008) – gra na konsolę PlayStation 2.